# Kanton Sarras
Der Kanton Sarras ist ein französischer Wahlkreis im Département Ardèche in der Region Auvergne-Rhône-Alpes. Er umfasst 19 Gemeinden im Arrondissement Tournon-sur-Rhône. Durch die landesweite Neuordnung der französischen Kantone wurde er 2015 neu geschaffen.

## Gemeinden
Der Kanton besteht aus 19 Gemeinden mit insgesamt 16.582 Einwohnern (Stand: 1. Januar 2022) auf einer Gesamtfläche von 138,79 km²:
| Gemeinde                  | Einwohner 1. Januar 2022 | Fläche km² | Dichte Einw./km² | Code INSEE | Postleitzahl |
| ------------------------- | ------------------------ | ---------- | ---------------- | ---------- | ------------ |
| Andance                   | 1.193                    | 6,52       | 183              | 07009      | 07340        |
| Arras-sur-Rhône           | 535                      | 5,89       | 91               | 07015      | 07370        |
| Bogy                      | 471                      | 7,02       | 67               | 07036      | 07340        |
| Brossainc                 | 261                      | 4,38       | 60               | 07044      | 07340        |
| Champagne                 | 621                      | 4,10       | 151              | 07051      | 07340        |
| Charnas                   | 918                      | 5,39       | 170              | 07056      | 07340        |
| Colombier-le-Cardinal     | 335                      | 2,50       | 134              | 07067      | 07430        |
| Eclassan                  | 1.046                    | 15,93      | 66               | 07084      | 07370        |
| Félines                   | 1.874                    | 14,00      | 134              | 07089      | 07340        |
| Limony                    | 817                      | 7,22       | 113              | 07143      | 07340        |
| Ozon                      | 386                      | 8,32       | 46               | 07169      | 07370        |
| Peaugres                  | 2.353                    | 14,44      | 163              | 07172      | 07340        |
| Peyraud                   | 517                      | 5,96       | 87               | 07174      | 07340        |
| Saint-Désirat             | 876                      | 7,31       | 120              | 07228      | 07340        |
| Saint-Étienne-de-Valoux   | 274                      | 2,36       | 116              | 07234      | 07340        |
| Saint-Jacques-d’Atticieux | 279                      | 4,97       | 56               | 07243      | 07340        |
| Sarras                    | 2.232                    | 11,65      | 192              | 07308      | 07370        |
| Serrières                 | 1.074                    | 3,96       | 271              | 07313      | 07340        |
| Vinzieux                  | 520                      | 6,87       | 76               | 07344      | 07340        |
| Kanton Sarras             | 16.582                   | 138,79     | 119              | 0711       | –            |

## Politik
| Vertreter im Departementrat | Vertreter im Departementrat  | Vertreter im Departementrat |
| Amtszeit                    | Namen                        | Partei                      |
| --------------------------- | ---------------------------- | --------------------------- |
| 2015–                       | Denis Duchamp Brigitte Royer | UG                          |